# Ivan Fiodorovitch Bostrem
Ivan Fiodorovitch Bostrem (en russe : Иван Фёдорович Бострем), né en 1857 et mort le 2 janvier 1934. Il fut amiral russe et gouverneur militaire de Sébastopol.

## Biographie
Diplômé de l'École navale en 1877. De 1878 à 1879 garde-marine (grade de la Marine impériale de Russie de 1716 à 1917) Ivan Fiodorovitch Bostrem se rendit aux États-Unis, à bord du croiseur Afrique il participa à une expédition sur l'Océan Atlantique. En 1880, il fut affecté dans la Flotte de la mer Baltique. De 1882 à 1885 au grade de lieutenant de marine il effectua un tour du monde à bord de la corvette Skolbelev placée sous le commandement de l'anthropologue et biologiste Nikolaï Mikloukho-Maklaï (1846-1888). Entre 1886 et 1892 il exerça le commandement sur un destroyer, officier supérieur sur le chasseur de mines Lieutenant-Ilyin appartenant à la Flotte de la Baltique (construction 3 août 1885 - lancé le 12 juillet 1886 - mis en service juin 1887 - mis hors service le 31 mai 1911), sur le chasseur de mines Capitaine Saken appartenant à la Flotte de la mer Noire (construction 9 mai 1886 - lancé le 30 avril 1889 - mise en service 1889 - mis hors service le 22 décembre 1909). 

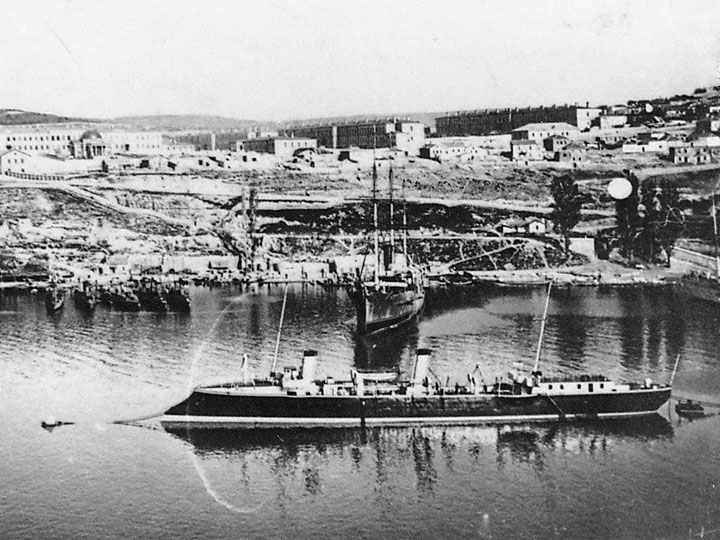
Capitaine Saken

En 1893, au grade de capitaine (deuxième rang - équivalent au grade lieutenant dans l'infanterie ou l'Armée de l'air), il fut transféré dans la Flotte de la mer Noire. De 1898 à 1901 basé en Grèce et en Turquie, Ivan Fiodorovitch Bostrem commanda à bord du bateau à vapeur Kolhida, les canonnières Kubanets et Chernomorets. En décembre 1901 il fut promu capitaine (premier rang - équivalent au grade de colonel dans l'infanterie ou l'Armée de l'air).
En décembre 1901 Ivan Fiodorovitch Bostrem représenta la Marine impériale de Russie en Grande-Bretagne, il occupa ce poste jusqu'en 1905. En août de la même année il fut nommé commandant du croiseur Bogatyr (construction 21 décembre 1889 - lancement 17 janvier 1901 - mis en service août 1902 - mis hors service 1922). En 1906, au grade de kontr-admiral, il fut désigné pour commander une formation de navires de guerre composés : des cuirassés Glory (construction octobre 1902 - lancé en août 1903 - mis en service le 12 juin 1905 - endommagé lors de la bataille du détroit de Muhu les 16 octobre et 17 octobre 1917 par le cuirassé allemand König - mis hors service en 1917) et Tsarevich, le croiseur Bogatyr.

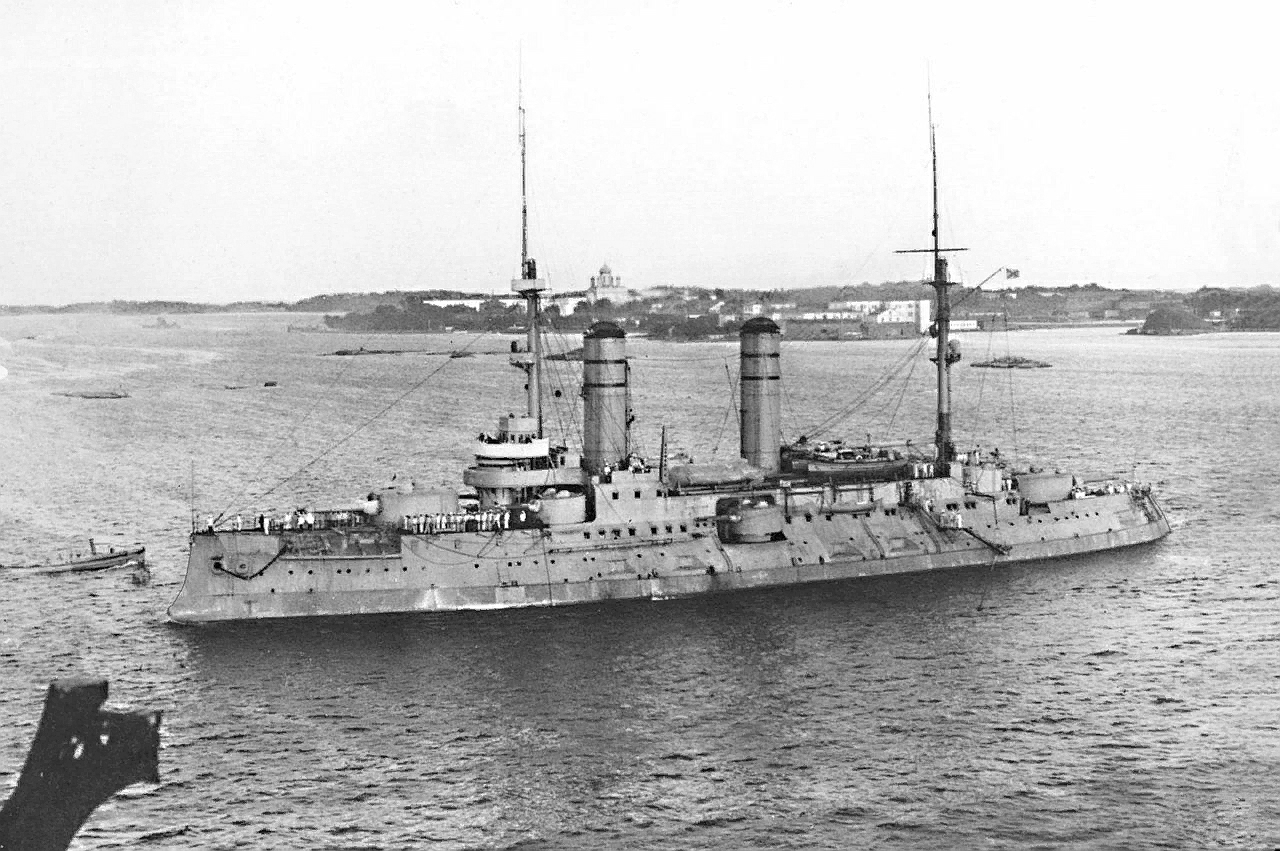
le Tsarevich

En 1907 Ivan Fiodorovitch Bostrem fut nommé adjoint du ministre de la Marine, En 1908, en raison de conflits l'opposant à la Douma, le contre-amiral Bostrem accepta la poste de chef de la Flotte de la mer Noire. En 1909, il fut élevé au grade de vice-amiral.
À l'été 1909 après le terrible accident survenu sur le sous-marin Kambala, Ivan Fiodorovitch Bostrem fut transféré à Sébastopol, dans cette ville il occupa les fonctions de commandant du port et gouverneur militaire, puis peu après il dirigea le chantier naval Nikolaï. En 1911, de nouveau commandant en chef de la Flotte de la mer Noire mais, à l'automne  1911, au cours d'une visite en Roumanie deux navires russes s'échouèrent, des mesures disciplinaires le contraignirent à démissionner.
Le 26 août 1914 Ivan Fiodorovitch Bostrem fut le président des scouts de Russie.
Jusqu'en 1917 Ivan Fiodorovitch Bostrem dirigea la Société des usines et des chantiers navals Nikolaï. En 1915, il s'employa à fournir à la Russie impériale de nouveaux navires de lignes, des destroyers et des sous-marins destinés à la Flotte de la mer Noire. De 1919 à 1920 il travailla au rétablissement de la Flotte de la mer Noire (flotte servant dans l'Armée blanche).
En 1920 Ivan Fiodorovitch Bostrem émigra en France.

## Lieu portant son nom
- Baie Bostrem : située en Mer de Bismarck en Nouvelle-Guinée.